# Moj svijet
"Moj svijet" ( montenegrino : Мој свијет , em português: Meu Mundo) é uma canção da cantora montenegrina do cantor Sergej Ćetković . Foram selecionados internamente para representar Montenegro no Festival Eurovisão da Canção 2014 na Dinamarca. Venceu o concurso nacional de seu país e participou na primeira semifinal na segunda parte a realizar-se dia 6 de Maio.